# NTT DoCoMo Kawasaki Building
Le NTT DoCoMo Kawasaki Building (NTTドコモ川崎ビル) est un gratte-ciel  construit à Kawasaki dans la banlieue de Tokyo de 1999 à 2002. La hauteur maximale, flèches comprises est de 130 mètres .
Il abrite des locaux de la société NTT DoCoMo, le leader japonais de la téléphonie mobile.
C'est le seul gratte-ciel du monde doté de 3 flèches d'égale hauteur.
La surface de plancher de l'immeuble est de 54 692 m2 répartis sur 19 étages .
L'immeuble a été conçu par la société NTT Facilities,Inc.